# Зорич, Стефания Петровна
Стефания Петровна Зорич (24 ноября 1893 — 17 февраля 1954) — российская исполнительница вокала лирико-драматическое сопрано. Заслуженная артистка РСФСР (1937). Солистка Большого театра (1920—1941)

## Биография
Родилась в ноябре 1893 года в селе Добиновка Полтавской губернии, ныне Кобеляцкий район Полтавской области республики Украина, в крестьянской семье.
С одиннадцатилетнего возраста стала жить самостоятельно. В 1908 году начала карьеру артистки в хоре, позже стала солисткой кременчугской украинской труппы Колесниченко, с которой выступала с концертами в Полтаве, Новороссийске, Екатеринославе, Туле и Воронеже. Использовала сценический псевдоним — Зирка.
С 1914 года стала работать в украинской труппе Д. А. Гайдамаки. Выступала в Москве, там же брала уроки вокала у А. Амфитеатровой-Левицкой. В 1918 году прошла обучение в студии имени П. И. Чайковского при Московской консерватории. Её педагогами были В. Зарудная и М. М. Ипполитов-Иванов, сценическое мастерство ей преподавал В. С. Тютюнник. С 1919 года она работала солисткой оперной труппы бывшего Сергиевского Народного дома в Москве. С 1921 по 1941 годы Стефания Петровна Зорич выступала солисткой Московского Большого театра. Дебютировала в партии Татьяны в опере «Евгений Онегин» П. И. Чайковского.
Была супругой актёра и режиссёра А.П. Петровского.
Зорич обладала мягким тембром голоса, а также имела сценическое дарование. Её образы на сцене отличались простотой и искренностью вокального исполнения. Много гастролировала. С 1934 года с концертными бригадами Большого театра она выступала в Арктике, на Дальнем Востоке, на Черноморском побережье.
Умерла в Москве 17 февраля 1954 года.

## Роли и исполнение
- Чио-Чио-сан — «Чио-Чио-сан»/«Мадам Баттерфляй» Дж. Пуччини, 1925.
- Сюзанна — «Свадьба Фигаро» В. А. Моцарта, 1926.
- Флория Тоска — «Тоска» Дж. Пуччини, 1930.
- Татьяна — «Евгений Онегин» П. Чайковского, с 1921.
- Парася — «Сорочинская ярмарка» М. Мусоргского,
- Ксения — «Борис Годунов» М. Мусоргского,
- Тамара — «Демон» А. Рубинштейна,
- Маша — «Дубровский» Э. Направника,
- Мария — «Мазепа» П. Чайковского,
- Лиза — «Пиковая дама» П. Чайковского,
- Оксана — «Ночь перед Рождеством» Н. Римского-Корсакова,
- Повариха — «Сказка о царе Салтане» Н. Римского-Корсакова,
- Оксана — «Запорожец за Дунаем» С. Гулак-Артемовского,
- Наталка — «Наталка Полтавка» Н. Лысенко,
- Катерина — одноим. опера Н. Аркаса,
- Герда — «Оле из Нордланда» М. Ипполитова-Иванова, 1928,
- Наташа Рылеева — «Декабристы» В. Золотарева 1925,
- Трильби — одноим. опера А. Юрасовского.
- Люба — «Тупейный художник» И. П. Шишова (первая исполнительница)